# Anatomie des oiseaux
Les oiseaux actuels faisant partie de la lignée des dinosaures théropodes, ils présentent certaines caractéristiques spécifiques de ce groupe. Dans le même temps, le processus d'adaptation au vol ayant eu lieu au cours de leur évolution, a également marqué leur anatomie. Ainsi plusieurs caractéristiques de leur morphologie sont liées à l'adaptation au vol et notamment à l'optimisation de leur masse corporelle. Leurs os sont creux pour la plupart des espèces qui n'ont également pas de vessie, exception faite par exemple des autruches. Le vol battu nécessitant des besoins énergétiques importants (jusqu'à dix fois plus d'énergie que la locomotion terrestre), leur métabolisme est plus élevé que celui des mammifères.

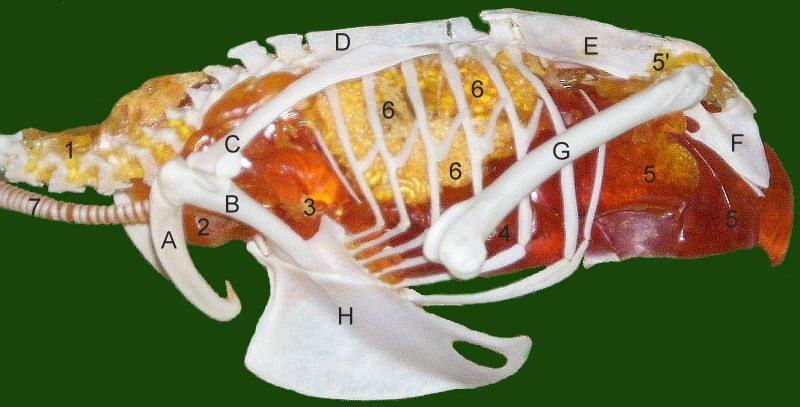
Description d'un modèle de Falco tinnunculus

| 1- sac aérien cervical 2- sac aérien claviculaire 3- sac aérien crânien 4- sac aérien caudal 5- sac aérien abdominal 5'- diverticules dans la ceinture pelvienne 6- poumon 7- trachée A- furcula B- coracoïde C- omoplate D- notarium (vertèbres thoraciques fusionnées) E- synsacrum F- ceinture pelvienne G- fémur H- sternum |

## Les systèmes circulatoires et respiratoire et la température
Le cœur est un organe volumineux chez les oiseaux, du moins par rapport à leur taille, il pèse jusqu'à de 2,4 % du poids pour un oiseau-mouche et jusqu'à 0,25 % pour les espèces non-volantes. Le rythme cardiaque est également élevé, il varie de 93 pulsations par minute chez le Dindon au repos à plus de 1 000 pour les oiseaux-mouches en vol,.
La température corporelle s'échelonne en général de 40 à 43,5 °C avec une moyenne de 41 °C, mais on a mesuré 45 °C chez un merle noir et 37,8 °C chez un Kiwi. Tous les oiseaux, même en zone arctique sont homéothermes. Quelques rares oiseaux comme les engoulevents, certains apodiformes (dont les oiseaux-mouches) sont capables d'entrer en léthargie. Cependant la stratégie de survie normale lors des saisons froides est la migration, qui implique un certain nombre de changements anatomiques, phénomène appelé Zugunruhe. La température interne des oiseaux est régulée en partie grâce aux sacs aériens, à leur plumage, mais très peu par la respiration cutanée rendue difficile à cause du plumage.
Les hématies conservent un noyau. Certaines espèces ont la capacité de modifier la viscosité de leur hémoglobine et des caractéristiques de leur système respiratoire en fonction de l'altitude ou des efforts à effectuer. Les oiseaux ont un système de coagulation sanguine peu efficace. 
Le système respiratoire des oiseaux est un des plus sophistiqués et performants du règne animal ; en contrepartie, ils sont assez sensibles aux infections respiratoires appelées ornithoses. La syrinx est l'équivalent, pour les oiseaux, des cordes vocales chez les humains. Il permet des vocalisations très diverses et à performance unique pour certaines espèces.

## Le squelette et la musculature

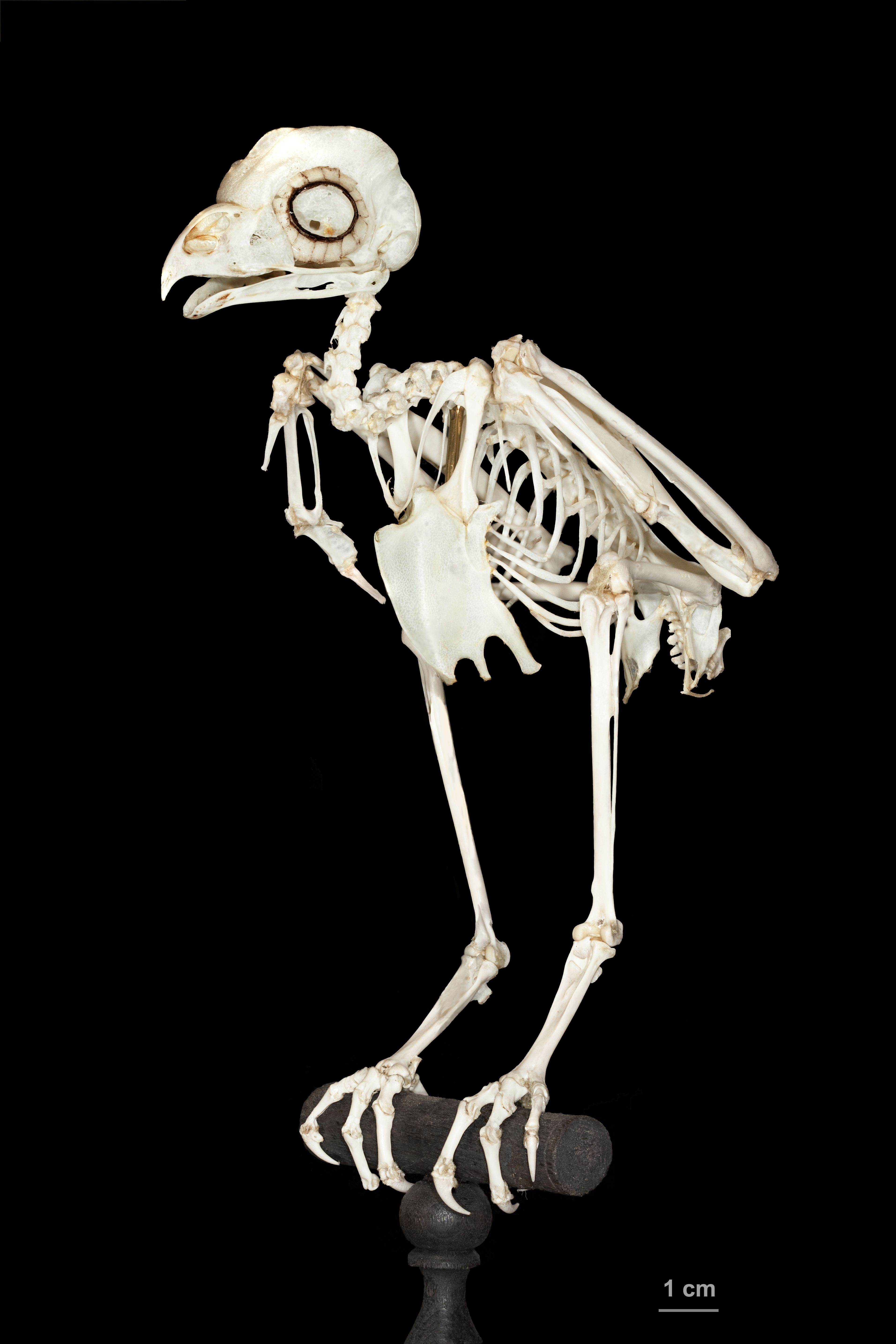
Squelette de chouette Muséum de Toulouse

De nombreux os sont creux avec des structures internes pour en assurer la résistance. Le nombre d'os creux et leur répartition dans le squelette dépendent des espèces. Les espèces non volantes comme les Spheniscidae et les Struthionidae n'ont que des os pleins. Pour les espèces volant à haute altitude, les os creux sont reliés aux sacs aériens.
Le squelette ou la musculature dépendent beaucoup de la capacité de l'oiseau à voler. Les os sont en général légers et creux, cependant ce n'est pas le cas chez les autruches et les manchots. Les manchots disposent en revanche d'un bréchet où sont fixés les muscles pectoraux nécessaires au vol. Chez les espèces volantes, comme les oiseaux-mouches, ces muscles pectoraux et supracoracoïdien, responsables du battement des ailes, peuvent correspondre à 25 à 35 % de la masse de l'oiseau. Les autres muscles importants se trouvent en général sur les pattes. 
La plupart des oiseaux disposent approximativement de 175 muscles différents. Ils disposent aussi de muscles qui leur permettent d'ajuster leurs mouvements et les plumes de leurs ailes. Les plus importants sont les muscles qui actionnent le vol, situés de part et d'autre du bréchet. Les muscles de la cuisse et de la jambe sont eux aussi assez développés. Le reste du tronc ainsi que la queue ne disposent que peu de muscles, mais ils sont puissants. La masse musculaire est ainsi concentrée près de l'axe du corps et vers le bas, ce qui favorise l'équilibre au cours du vol. La queue suit les mouvements du pygostyle. Certaines espèces (espèces se nourrissant de graines dures, ou qui creusent avec leur bec comme les Picinae) ont les muscles du cou plus développés que les autres. 
- voir aussi furcula, synsacrum

## Le système digestif

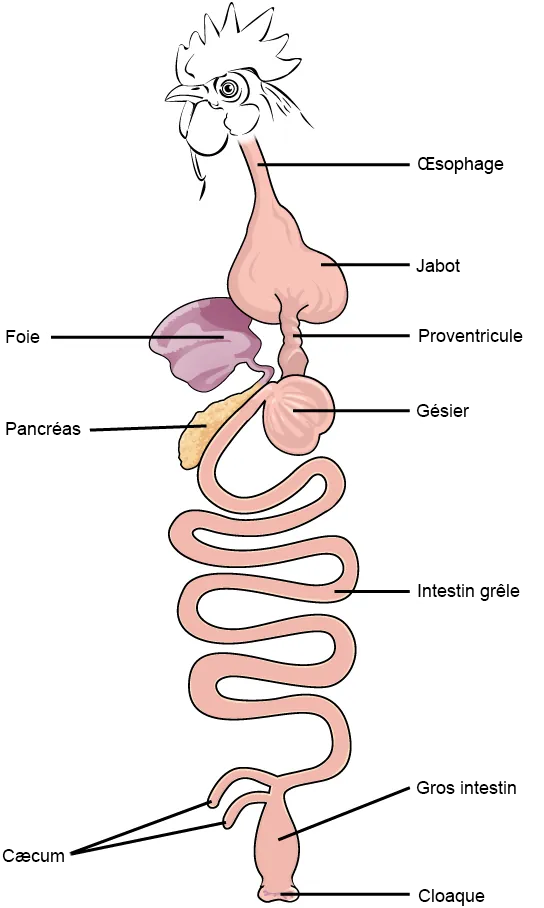
Schéma de l'appareil digestif aviaire

L'appareil digestif des oiseaux présente le même schéma de base que les autres vertébrés, mais peut présenter certaines particularités, comme un estomac en deux parties distinctes, ou la présence d'un œsophage dilaté chez de nombreuses espèces.
Le système digestif des oiseaux est également très performant car il doit permettre à l'oiseau d'extraire rapidement les calories nécessaires au bon fonctionnement de son métabolisme élevé. Les caractéristiques du système digestif dépendent du régime alimentaire.

## Le système uro-génital

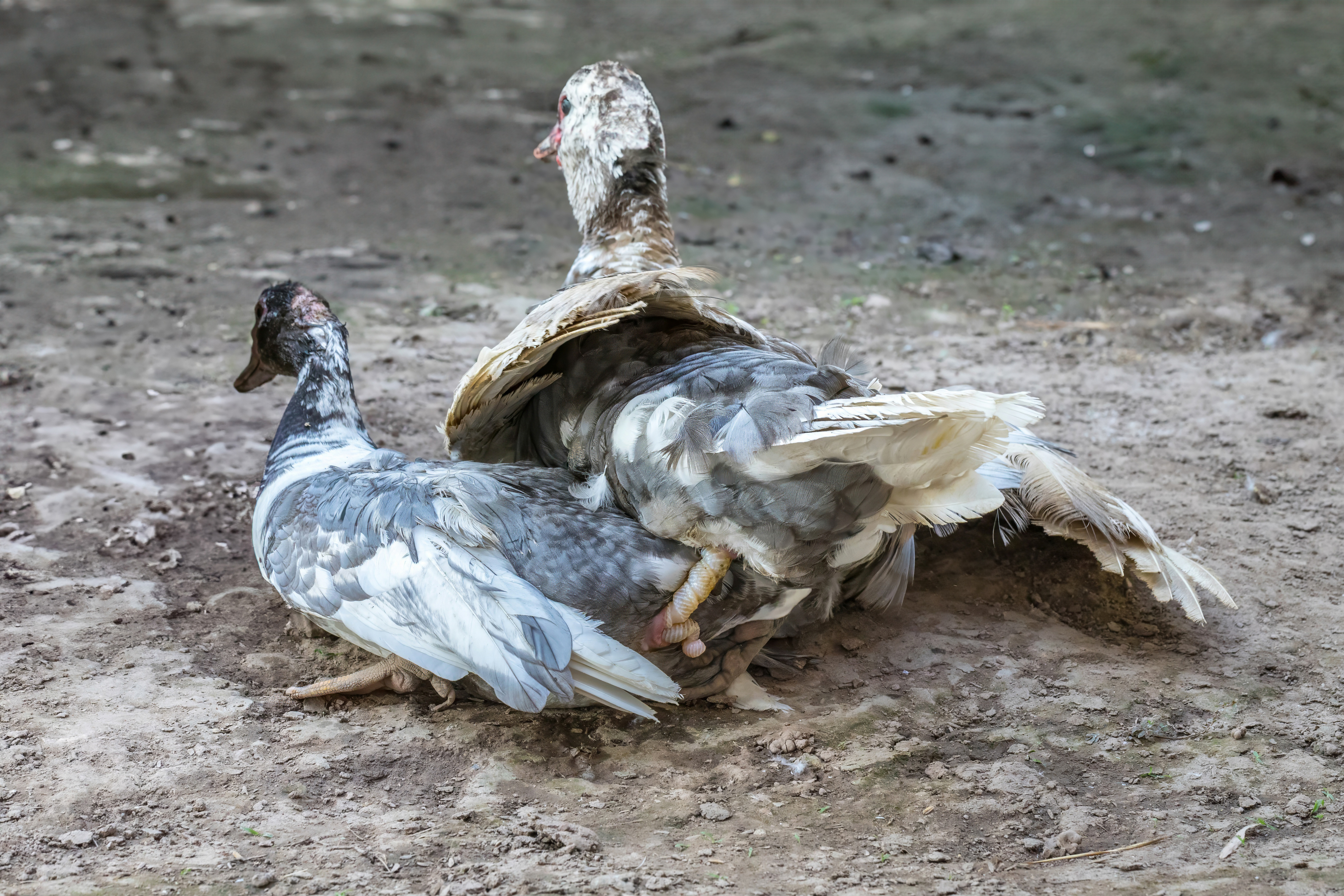
Penis d'un canard introduit dans le cloaque d'une femelle.

L'appareil digestif et l'appareil uro-génital sont reliés au cloaque. Les oiseaux sont ovipares ; ils n'ont pas d'organes génitaux externes.
Les oiseaux disposent de deux reins et uretères disposés symétriquement, situés dans des fosses dites rénales qui sont des dépressions de la surface ventrale du synsacrum et des ilia. Les reins sont plats et constitués de trois lobes reliés entre eux par des ponts parenchymateux. Ces lobes globalement rectangulaires sont qualifiés de crânial, moyen et caudal en fonction de leur position. Les uretères débouchent dans l'urodaeum à l’exception des Struthionidae qui possèdent une vessie.
Comme de nombreux reptiles, les oiseaux sont principalement uricotéliques, excrétant de l’acide urique et des urates, et non amino-uréolétique (excrétion d'une combinaison d’ammoniaque et d’urée). Cependant, certaines espèces, comme les Trochilidae, le sont partiellement. Parmi les substances excrétées, on trouve de la créatine alors que les mammifères éliminent de la créatinine. Du fait de la très importante réabsorption de l'eau par les reins, l'urine est pâteuse, blanche, souvent mêlées d'excréments. Ils ont une capacité moindre que les mammifères à a extraire l'eau de leurs excrements.
Certains oiseaux se nourrissant en milieu salé (goélands, albatros, pétrels par exemple) doivent rejeter le sel en excès. Ceci se fait grâce à des glandes à sel supra-orbitales, produisant des gouttes d'eau très salée, reliées aux narines par lesquelles se feront l'élimination.

## Le système immunitaire
La bourse de Fabricius a, chez les oiseaux, le même rôle que la moelle osseuse et le thymus chez les mammifères. Elle permet la maturation des lymphocytes T et B. Chez les males, la vivacité de la couleur du bec témoigne du bon fonctionnement du système immunitaire. La rate se situe contre lobe droit du foie, et sa forme dépend de l'espèce. La rate des Gallus est circulaire tandis qu'elle est ovale chez les pigeons ramiers et triangulaire chez certaines espèces aquatiques.

## Le système nerveux central
Le cerveau des oiseaux ressemble à celui des reptiles, cependant leurs hémisphères cérébraux, leurs lobes optiques et leur cervelet sont plus développés. Seuls les lobes olfactifs semblent moins développés. 
Le cerveau des oiseaux comprend plusieurs parties : la medulla oblongata qui contrôle les systèmes comme la respiration, la fréquence cardiaque ou la tension artérielle, les grands lobes optiques qui reflètent l'importance de la vision chez les oiseaux (ils sont cependant moins important que les lobes optiques des ptérodactyles), le cervelet qui lui aussi est de dimensions importantes (il est impliqué dans la coordination des mouvements) et le cerebrum, composé des deux hémisphères cérébraux et des petits bulbes olfactifs.
L'organisation du cerveau des oiseaux est très étudiée. Une organisation appelée Avian Brain Nomenclature Consortium a publié un nouveau schéma sur la structure du cerveau des oiseaux qui prendrait mieux en compte leurs capacités cognitives. Ce schéma remplace celui élaboré à la fin du XIXe siècle par Ludwig Edinger qui avait été construit sur le modèle de celui des mammifères.

## Le système hormonal
Les glandes endocrines et leurs rôles sont très proches de ceux des Mammifères. Fait notable, c'est la thyroïde qui stimule la pousse des plumes et, chez certaines espèces au moins, qui déclenche les mues saisonnières.

## Système tégumentaire
La peau des oiseaux est sèche, du fait de l'absence de glandes sébacées ou sudoripares. Elle présente cependant à la base de la queue une glande uropygienne produisant une substance grasse, utilisée pour l'entretien du plumage. La peau est rarement à découvert, elle est recouverte de plumes ou d'écailles (voir ci-dessous) sauf à la base du bec (cette zone, parfois colorée, est appelée cire. Elle est particulièrement développée chez les rapaces diurnes et les pigeons), voire sur toute la tête dans le cas des dindes, pintades et vautours.
Le système tégumentaire des oiseaux est aussi constitué des plumes, des écailles, bec, griffes, ergot, crête, caroncule, etc.
La plume est, chez les oiseaux, un appendice tégumentaire complexe constitué de β-kératine qui recouvre la quasi-totalité du corps. La plume est un élément caractéristique de la classe des oiseaux.
Les écailles des oiseaux sont plus précisément appelées scutelles, elles sont également composées de kératine comme le bec, les griffes, et les ergots. Elles sont la plupart du temps présentes sur les pattes, et ne se recouvrent pas excepté sur les Alcedinidae dont les martins pêcheurs, et les Pic.
Les plumes et les écailles peuvent, chez certains oiseaux, être présentes sur la même zone des pattes.